# Cee (Spanyolország)
Cee egy község Spanyolországban, A Coruña tartományban. Cee Dumbría, Muxía, Fisterra és Corcubión községekkel határos. Lakosainak száma 7740 fő (2024).

## Népesség
A település népessége az utóbbi években az alábbiak szerint változott:
| Lakosok száma | 7320 | 7344 | 7489 | 7712 | 7898 | 7760 | 7631 | 7546 | 7568 | 7740 |
|               | 2001 | 2004 | 2006 | 2009 | 2011 | 2014 | 2016 | 2019 | 2021 | 2024 |